# Régis Loisel
Pour les articles homonymes, voir Loisel et Régis.
Régis Loisel, né le 4 décembre 1951 à Saint-Maixent-l'École (Deux-Sèvres), est un dessinateur et scénariste de bande dessinée français et canadien.

## Biographie

### Les années 1970: les débuts
À 20 ans, en 1972, Régis Loisel s'installe à Paris ; sa première planche est publiée la même année dans Les Pieds Nickelés Magazine. L’année suivante, il fréquente brièvement les cours de bande dessinée de l’université de Vincennes, animés notamment par Jean-Claude Mézières. Il y rencontre Patrick Cothias et Serge Le Tendre.
Ils développent des liens à la fois amicaux et professionnels : leurs histoires courtes, souvent d’inspiration fantastique, paraissent successivement dans Pilote (1974), Mormoil (1975), Pif Gadget (Capitaine Kergenec, 1975), Tousse Bourin (trimestriel qu'il a lancé au début des années 1970 avec Olivier Taffin, Anne-Marie Simond, Max Cabanes, Loro, Michèle Costa Magna et Serge Le Tendre), Plop (Norbert le Lézard, 1977), Fluide glacial (1977), Métal hurlant (1978). Ces récits sont en partie repris en 1978 dans le recueil Les Nocturnes édité chez Kesselring.
En 1975, les premières planches de La Quête de l'oiseau du temps sont publiées dans Imagine (luxueuse revue dirigée par Rodolphe).
Au cours de ces années, de nombreuses illustrations de Régis Loisel sont publiées par ailleurs dans la presse (Télérama, Absolu, ...), l’édition (L'École des loisirs, Hachette, Princesse…) et la publicité.
En 1979, il fonde l'atelier Bergame avec Michel Rouge et Olivier Taffin.

### Les années 1980: la révélationLa Quête de l'oiseau du temps
En 1981, il débute Pyrénée, une histoire qu'il ne finira qu'en 1998 avec l'aide de Philippe Sternis, et dessine Jonas Folies (série de gags en une planche réalisée avec Serge Le Tendre) dans Jonas (magazine religieux des éditions Fleurus). Cette série sera rééditée, en partie, en 1990 dans Hop !. En 1982, toujours avec Serge Le Tendre, il élabore une nouvelle adaptation de La Quête de l'oiseau du temps et la propose aux éditions Dargaud. La série est pré-publiée dans Charlie Mensuel entre 1982 et 1987.
De nouveaux travaux s’ajoutent dès lors aux références bibliographiques de Loisel : une série de vignettes (Malabar et les Robots) réalisée pour la marque Malabar réalisées avec Olivier Taffin (1983), un portfolio chez Trihan (L'offrande, 1984), des récits courts pour Circus (1986) et Pilote & Charlie (1988), des illustrations de presse, des affiches de théâtre, des sérigraphies… En 1989, Les Humanoïdes Associés publient Troubles Fêtes, un recueil d'histoires et d'illustrations érotiques. Les textes sont de Rose Le Guirec, pseudonyme de sa propre épouse Marie-Hélène.
En cette même année il quitte Paris pour s'installer à Perros-Guirec en Bretagne.
Avec la complicité de ses collègues d'atelier, Jean-Charles Kraehn et Laurent Vicomte, il fonde le festival de bande dessinée de Perros-Guirec, qui a lieu chaque année au mois d'avril.

### Les années 1990: la consécrationPeter Pan
Régis Loisel se lance seul en 1990 dans une interprétation très libre et personnelle de Peter Pan, l'œuvre de J. M. Barrie chez Vents d'Ouest (éditeur).
En 1993, il illustre ce qu'il considère comme un pur chef-d'œuvre de rigolade, La Dernière Goutte est toujours pour le slip, un ouvrage érotique rédigé par Georges-Philippe Taladiart et publié aux éditions La Sirène. Parallèlement, il parraine l'ouvrage collectif Les Petits Rêveurs, le premier volume de la collection « Grain de sable » des éditions Vents d'Ouest.
En octobre 1998, après onze ans d'interruption, sort le second cycle de La Quête de l'oiseau du temps, L'Ami Javin, dans lequel Loisel est coscénariste et, trop pris par la saga Peter Pan, se « contente » de réaliser le story-board et la mise en couleurs, le dessin étant assuré par Lidwine.

### Les années 2000
Vers la fin des années 1990, Régis Loisel se lance dans l'écriture de scénarios pour d'autres dessinateurs, comme Christine Oudot avec Fanfreluche pour une sirène (Vents d'Ouest, 2001) ou Pierre Guilmard (Farfelingues) avec Pierre Guilmard. Il travaillé sur deux des dessins animés de Disney : Mulan et Atlantis et dans le domaine audiovisuel, il participe au storyboard du film Le Petit Poucet et conçoit le jeu vidéo Gift (Cryo Interactive),. Il vit désormais à Montréal (Canada) après avoir résidé plusieurs années en Bretagne puis à Chanceaux-près-Loches.
En 2000, il signe avec Yvon Le Corre et Patrick Cothias, ses compagnons de voyage, le roman graphique Mali-Mélo, carnet d’un voyage au Mali
Son œuvre a été récompensée, en janvier 2003, par le Grand Prix de la ville d'Angoulême et Régis Loisel a donc été Président de l'édition 2004.
Côté BD, il conclut Peter Pan avec un sixième tome publié en 2004. Deux ans plus tard, il lance une nouvelle série en association avec le dessinateur Jean-Louis Tripp : il révèle en mars 2006 le premier tome de Magasin général, série ayant pour cadre une petite ville du Québec dans les années 1920 .
Il se contente d'être co-scénariste pour une autre série, Le Grand Mort, co-écrit avec Jean-Blaise Djian et dont il a confié le dessin à Vincent Mallié.
Durant cette décennie ne sort qu'un seul tome de La Quête de l'oiseau du temps, le sixième, dessiné par Mohamed Aouamri.

### Les années 2010: fins de séries etMickey
En octobre 2014, il conclut Magasin général avec un neuvième et dernier tome, toujours co-dessiné avec Tripp ,.
Il poursuit aussi sa collaboration avec Vincent Mallié sur Le Grand Mort. La série se conclut aussi avec un tome 8, publié quant à lui en janvier 2019.
Vincent Mallié va parallèlement assurer le dessin des tomes 7 (2010) et 8 (2013) de La Quête de l'oiseau du temps, avant de passer la main à David Etien pour le tome 9 (2017).
En 2017, Régis Loisel signe la postface du roman graphique Les Petites Victoires paru chez l'éditeur français Rue de Sèvres .
En tant que scénariste/dessinateur complet, Loisel signe un tome de la collection Disney/Glénat : il livre une histoire originale de Mickey, intitulée Café Zombo. Cet album en format à l'italienne, reprend le personnage dans sa première version, celle des années 1929-1930, et remporte le Prix Saint-Michel de la presse 2017.
En 2019, il crée une nouvelle série, intitulée Un putain de salopard publiée cette fois chez l'éditeur Rue de Sèvres, le dessinateur est Olivier Pont et quatre tomes seront publiés jusqu'en 2024.

### Années 2020
Le dixième album de La Quête de l'oiseau du temps, Kryll, dessiné par David Etien, sort en 2020, suivi en 2022 par Folle Graine puis en 2024 par L'Omégon, toujours dessinés par David Etien.

## Œuvres
- Troubles Fêtes (dessin), scénario : Rose Le Guirec, Les Humanoïdes Associés, janvier 1989.
- La Quête de l'oiseau du temps (dessin), avec Serge Le Tendre (scénario), Dargaud, 4 albums, 1983-1987.
- Lawrence d'Arabie (couleur), scénario adapté d'après Lawrence d'Arabie, avec Jean-François Bory (dessin), L'École des loisirs, (septembre 1989.
- Peter Pan, Vents d'Ouest, 6 albums, 1990-2004.
- La Dernière goutte (dessin), avec Georges-Philippe Taladiart (scénario), Éditions de La Sirène, octobre 1993.
- Pyrénée (scénario), avec Philippe Sternis (dessin, couleur), Vents d'Ouest, novembre 1998[23].
- La Quête de l'oiseau du temps. Avant la quête, avec Serge Le Tendre (scénario) et Lidwine, Mohamed Aouamri, Vincent Mallié et David Etien (dessin), Dargaud, 8 albums, 1998-2024.
- Norbert le lézard (dessin, couleur), avec Patrick Cothias (scénario), Granit Associés, janvier 2000 [24],[25].
- Mali Mélo, carnet d'un voyage au Mali (dessin et scénario) avec Patrick Cothias (scénario) et Yvon Le Corre (scénario et couleur), Glénat, mars 2000[12].
- Les Farfelingues (scénario), avec Pierre Guilmard (dessin), Vents d'Ouest, 3 albums, 2001-2004.
- Magasin général (scénario et dessin), avec Jean-Louis Tripp (scénario et dessin), Casterman, 9 albums, 2006-2014.
- Le Grand Mort (scénario d'après Jean-Blaise Djian), avec Vincent Mallié (dessin), Vents d'Ouest, 8 albums, 2007-2019.
- Mickey Mouse, "Café "Zombo", (scénario et dessin) - collection Disney / Glénat, 2016[20]
- Un putain de salopard (scénario) avec Olivier Pont (dessin), édition Rue de Sèvres

1. Isabel, 2019[26],[22]
2. O Maneta, novembre 2020
3. Guajeraï, octobre 2022
4. Le rituel, novembre 2024

## Distinctions
- 1986 : Prix FM-BD remis lors du festival d'Angoulême pour La Quête de l'oiseau du temps, t. 3 : Le Rige, (avec Serge Le Tendre), Dargaud
- 1992 :
- Alph'Art du public au festival d'Angoulême pour Peter Pan, t. 1 : Londres[27]
- Prix Max et Moritz de la meilleure publication de bande dessinée pour Londres
- 1995 : Alph'Art du public au festival d'Angoulême pour Peter Pan, t. 2 : Tempête[27]
- 1996 : prix Nouvelle République au festival Bd Boum pour Peter Pan, Vents d'Ouest
- 2003 : Grand Prix de la ville d'Angoulême[2]
- 2015 : Sélection officielle au Festival d'Angoulême 2015 pour Magasin général, tome 9 : Notre-Dame-des-Lacs, avec Jean-Louis Tripp
- 2017 :  Prix Saint-Michel de la presse pour Café Zombo [21]